# ソー・バウジー
ソー ・バウジー( スゴー・カレン語 : စီၤဘးအူကၠံ、ビルマ語: စောဘဦးကြီး [sɔ́ ba̰ ʔú dʑí] ）は、カレン民族同盟（KNU）の2代目議長で、カレン民族運動最初期の最重要リーダーである。

## 生い立ち
ソー・バウジーは、1905年、エーヤワディー地方域・パテイン近郊のベガエット（Begayet）村で生まれた。スゴーカレン族のキリスト教徒で、父親はタミャチー（Tha Mya Kyi）、母親はナウエイヌ（Naw Aye Nu）、姉が2人、妹が2人いた。父親は地主で、ベガエット村の村長でもあり、家は裕福だった。
当時、パテインの町は商業港のある町として栄えており、カレン族とビルマ族が混在していた。カレン民族協会（KNA）のメンバーで、のちに『ビルマとカレン族』を著し、カレン独立運動のオピニオンリーダーの1人となるスゴーカレン族医師のサン・C・ポーはパテインで開業医をしており、市政委員のメンバーでもあって、タミャチーとも親しかった。
ソー・バウジーは、当時のミャンマー人としてはかなりの高身長の173cmあり、肩幅が広く、スタイルが良く、筋肉質だった。裕福な家庭で育ったので常に自信を持ち、陽気な性格で、頭脳明晰かつ運動神経も抜群。体操、ボクシング、水泳、サッカーを嗜み、パテインでボクシングのチャンピオンになったこともあるのだという。その後、モーラミャイン・バプテスト高校、そしてヤンゴン大学に進学し、大学卒業後は、1ヶ月に及ぶ船旅を経て、ロンドンに到着。1年間、家庭教師に付いてラテン語を学んだ後、1922年10月、ケンブリッジ大学・モードリン・カレッジに入学し、法律を学んだ。英植民地下のミャンマーでは土地をめぐる紛争が多発しており、弁護士は高給を約束された仕事だった。
大学在学中、ソー・バウジーはロンドン出身のイギリス人女性・レニー・ローズ・ケンプ（Renee Rose Kemp）と出会った。彼女は貧困家庭出身だったが、美しく、優れた裁縫師で、当時、リージェント・ストリートにあるブーツ店で働いていた。2人はソー・バウジーが大学を卒業して、ミドル・テンプル法曹院した1926年に結婚し、翌1927年4月、息子のマイケル・セオドア（Michael Theodore）が生まれ、1929年4月には娘のテルマ・レサ（Thelma Resa）が生まれた。

## 弁護士時代
1929年、ミドル・テンプルを卒業すると、ソー・バウジーは一家でミャンマーに戻り、ミャウンミャで弁護士事務所を開業した。そこでは、同じくロンドンで法律を学んだ従兄弟のソー・ペータ（Saw Pe Tha）も弁護士事務所を開業していた。数年後、故郷のパテインに戻り、あらためて町の中心街に弁護士事務所を開業し、スーツを着てフォード・フォードV8を乗り回し、法廷ではイギリス式の法服を身にまとった。依頼があれば全国を飛び回り、殺人の容疑をかけられたシャン族の首長（ツァオパー）の無罪を勝ち取って名声を博した。ヤンゴンに住む彼の甥によると、「彼はシャン・ツァオパーの間で非常に人気がありました。シャン州では、勝てると確信できる訴訟しか引き受けませんでした。シャン州に行くたびに平均5,000チャットを稼ぎ、毎回2週間滞在していました。当時としては大金でした」とのことである。
またソー・バウジーはカレン族の高校生たちにスポーツを指導し、彼らに規律と自尊心を植えつけ、ミャンマー社会で正当な地位を勝ち取るための競争心を養った。自身もテニス、ボクシング、サッカーをプレーしていたが、マラリアを患った後は、ゴルフをプレーするようになった。
そして政治に興味を持ったソー・バウジーは、1936年に下院議員目指してパテイン選挙区から立候補して落選したものの、1937年にバーモウを首班とする英領ビルマ内閣が成立すると、歳入大臣に就任した。

## カレン民族運動へ

### カレン親善使節団
1942年1月、日本軍およびビルマ独立義勇軍（BIA）がビルマに侵入してくると、ソー・バウジーの家族はロンドンに避難し、彼は1人ミャンマーに残った。そして同年3月、エーヤワディー地方域・ミャウンミャ県周辺でミャウンミャ事件が起き、ビルマ族とカレン族がお互いに殺戮と破壊の限りを尽くし、彼の盟友・ソー・ペータとその家族もBIAによって惨殺された。この事件はソー・バウジーの心に大きな傷を残したと言われている。1943年3月、事件の真相究明と解決のためにビルマ中央機構（KCO）が設立され、ソー・バウジーもメンバーとなったが、結局、有耶無耶に終わった。この後、1945年3月27日に反ファシスト人民自由連盟（AFPFL）が抗日蜂起を決行して日本を放逐するまで、ソー・バウジーが何をしていたのかよくわかっていないが、彼の孫のPaul Sztumpfは「日本軍によって一時自宅軟禁下に置かれ、その後、カレン族の協力を取り付けるため日本の発展ぶりを見せつけようと、日本に連れていかれた」と述べている。
イギリス帰還後、ミャンマー側ではAFPFLが主導権を握り独立を要求したが、英植民地体制維持を望むカレン族はそのAFPFLとは袂を分かち、1945年6月30日～7月5日にヤンゴンで大規模な大会を開催し、ソー・バウジーらカレン族弁護士4人からなる親善使節団をイギリスに派遣することが決定され、翌1946年8月、親善使節団が渡英したが、さしたる成果を上げられなかった。この際、ソー・バウジーは4年ぶりに家族と再会したが、妻はインド大使館やオーストラリア大使館で働き、息子は政治には無関心でジャズとバレエに夢中で、娘はポーランド軍将校と婚約していた。渡英中、ミャンマーから行政参事会への参加要請が来たので、ソー・バウジーは帰国することにしたが、その前に妻とは離婚した。Paul Sztumpfによれば「家族全員が変わったと思いますが、息子が父親を支えようとしないことにとても失望していたようです」とのことである。帰国後、ソー・バウジーは行政参事会議員となって情報大臣に就任し、その後、運輸大臣に就任した。

### カレン民族同盟（KNU）議長
1947年1月27日、アウンサン＝アトリー協定が結ばれ、「管区ビルマと辺境地域を統合した1年以内のビルマの独立」が確認されたが、これは「a separate state」を求めるカレンの民族主義者たちには受け入れられないことだった。2月5日～7日、ヤンゴンで全カレン会議（All Karen Congress）が開催され、KCOとそのカレン青年機構（KYO）を統合してカレン民族同盟（KNU）が結成され、アウンサンに近いサンポーティン（San Po Thin）が議長に就任した。そしてこの際、ソー・バウジーは行政参事会議員を辞任するように参加者から迫っれた。ソー・バウジーは「辞任するのは簡単ですが、もし私が辞任したら、誰が行政機関でカレン族の利益を代表するのでしょうか？もし辞任すれば、私たちは公式手続きや法的手続きへの参加を断たれることになります」と抗弁した。またKNUは4月に予定されていた制憲議会選挙のボイコットも決めていたが、ソー・バウジーはこれにも慎重論を唱えていたのだという。彼の甥たちいよると、ソー・バウジーは法律家の訓練を受けていたので、何事も法的手段で解決することを好んだのだという。しかし、結局、大勢に押され、ソー・バウジーは「多数派の意思に従う」と述べて、行政参事会議員を辞任した。彼の辞表を受け取った当時のイギリス総督・ヒューバート・ランスも、「バウジーはできればどちら（辞任と選挙のボイコット）もしたくないことが明らかだったが、KNUの決定にはやむなく従うしかなかったようだ」と述懐している。ところが、ソー・バウジーの後任には、辞任と選挙のボイコットを強く主張していたサン・ポーティンが就任し、KYOはKNUを離脱、ソー・バウジーが新たなKNU議長に就任した。ソー・バウジーはサン・ポーティンの変心に激昂し、のちに彼を口汚く罵った。
1947年6月、KNU、KYO、BKNA、辺境地域のカレン諸派がヤンゴンで会合を開き、（１）カレン族にビルマ連邦内における自治州と連邦離脱権を認める（２）ビルマ族と混在する地域（デルタ地帯）に住むカレン族には、文化・言語・教育・学校・政治的経済的自立に関する権利を認めることを政府に要求することで合意に達したが、同年7月19日、アウンサンが暗殺されると、カレン諸派が分裂して合意は撤回、ソー・バウジーもカレン民族防衛機構（KNDO）の講習会で「カレンは『a separate Karen State』 のみならず今では国家（nationfood）も要求している」「タイやインドネシアにもカレンはいる」「モン族もカレンと協調する用意はできている」と述べ、「大カレン国家」構想を明らかにした。

### 武力衝突回避の努力
1948年1月4日、ミャンマーは「ビルマ連邦」として独立したが、その直後の2月11日、KNUが組織した40万人規模のデモが全国各地で行われ、ソー・バウジーが発案し、現在でもKNU解放区の学校や行政施設の壁に貼られているスローガンが叫ばれた。
- ただちにカレン州を設立せよー独立を
- ビルマ族に1チャットを与えるのであれば、カレン族にも1チャットをー平等を
- われわれは民族紛争を望まないー民族調和を
- われわれは内戦を望まないー平和を

3月にはソー・バウジーと首相のウー・ヌとの間で会談が持たれ、ウー・ヌが「（憲法の規定で）カレンは半分ルピーを得ている」と主張すると、てソー・バウジーは、「カレン族はまだ1アンナすら受け取っていない」と反論した。交渉は決裂したが、ウー・ヌとの交渉はその後も引き続き行われた。2人とも武力衝突、国家分裂は望んでおらず、会談に先立って2月3日に開催されたKNU大会でソー・バウジーはその旨を明言している。
6月末、国軍の部隊から脱走が相次いで政府が無防備に晒された際、ソー・バウジーはウー・ヌに「もしもビルマ共産党（CPB）がヤンゴンに侵入したら、あなたを安全な場所に匿う」と述べ、ウー・ヌは大いに感激したのだという。しかしこの間も、マン・バザン（Mahn Ba Zan）の指揮下、KNDOは増強を続けており、8月31日には、モン民族防衛機構（MNDO）とともに、KNDOがタトンとモーラミャインを占拠した。ただこれはKNU本部の指令にもとづかない部隊の単独行動で、ソー・バウジーらKNU幹部の働きかけにより、政府が少数民族の要望を聞くための地方自治調査委員会を設置すると提案すると、KNDO部隊は1週間で両町から撤退した。同年10月5日、カレン族のほか、モン族とラカイン族の代表が出席した件の委員会が設置され、その席でソー・バウジーは、テナセリム管区（現在のカレン州、モン州、タニンダーリ地方域）に「カレン・モン独立州」をビルマ連邦内に設立することを提案したが、ウー・ヌは拒否したしかし10月9日、ヤンゴンのカレン・ナショナル・クラブで、ウー・ヌら多くのビルマ族および少数民族のリーダーたちが出席した晩餐会の席で、ソー・バウジーは法的手段による紛争解決を重視すること、国家分裂を望んでいないこと、そしてカレン族に対しては独立には責任が伴うことを述べている。

## インセインの戦い
武力衝突を回避するために、ソー・バウジーはウー・ヌとともにデルタ地帯に頻繁に視察に出かけた。12月4日には、ウー・ヌはソー・バウジーが運転するジープに乗って、インセイン郡区に立てこもったKNDO部隊の元に赴き、ソー・バウジーの義父・ウー・ザンが、オンノウカウソエで彼を歓待したが、会談は不調に終わった。そしてクリスマス・イブ、タンニダーリ地方域・パローで、国軍の準軍事組織・シッウンダンの部隊が、教会に手榴弾を投げ込んでキリスト教徒カレン族80人を殺害し、さらに近隣の村でも同様の攻撃があってさらに200人のカレン族が殺害されるという事件が起き、2人の努力は水泡に帰した。この事件をきっかけに国軍内のカレン族部隊の多くがKNDO側に寝返り、テナセリム管区、デルタ地帯、ヤンゴン郊外・インセイン郡区、バゴー県で散発的に戦闘が起こった。1949年1月12日にはPVOの部隊が、タイチー郡区のカレン族の村を襲撃し、150人以上の村人を殺害する事件が起きた。報復としてKNDOの部隊はインセインの兵器庫とモービンの金庫を襲撃した。

この事件に関して、ソー・バウジーは以下のように述べている。
1月21日には、ソー・バウジーはビルマ国営放送（ラジオ）を通じて、カレン族の人々に以下のように呼びかけ、最後まで武力衝突を回避しようとした。
しかしその努力の甲斐も空しく、1月30日、国軍の2台の装甲車がインセインに向けて発砲、戦闘が開始された。インセインに陣取ったKNDOに対して、国軍は毎日、陸、空、そしてヤンゴン川から砲撃と爆撃を浴びせ、PVOも援軍に加わった。KNDOの兵士たちは士気は高かったが、戦死傷者はおびただしい数に上った。頼みの綱は援軍、特に国軍の3個カレンライフル部隊だったが、いずれもインセインに到達したのはわずかな数だった。
4月5日、政府側から和平交渉の提案があり、両軍は3日間の停戦合意を結んだ。そしてソー・バウジーは、ウー・ヌ、ネ・ウィンと和平交渉に臨み、以下のような政府の提案に署名した。
1. KNDO兵士に対する恩赦。
2. 離脱したカレン族国軍兵士に対する公平な扱い。
3. KNDOの武装解除
4. カレン族文民の自衛のための兵器所持許可

しかしソー・バウジーがその内容をインセインの本部に伝えると、本部は全国停戦や和平交渉中の兵器と領土の保持を求め、政府がこれを拒否したことで、結局、交渉は決裂した。バウジー以外の幹部は、必ず勝てるので和平は得策ではないと考える者が多くいたとも伝えられる。4月9日、戦闘が再開されたが、KNDOはいよいよ追い詰められ、5月22日の早朝、闇に紛れてインセインを脱出し、デルタ地帯、ペグー・ヨマ、そして泰緬国境近くのカレン族が住む東部の丘陵地帯へ向かった。実に112日間に及ぶ包囲戦だった。

## 死
1948年6月12日、ソー・バウジーはタウングーに到着し、コートレイ暫定政府の樹立を宣言、ソー・バウジーが初代首相に就任し、KNU指揮下の軍隊をコートレイ武装隊（Kawthoolei Armed Forces：KAF）に再編した。しかし1950年3月29日にタウングーは陥落し、7月17日、新しい首都・パプンでKNUの大会が開催され、その席でソー・バウジーは以下のように述べた。
そしてソー・バウジーが発案した、こちらも現在、KNU解放区の学校や行政施設の壁に貼られているカレン革命原則が採択された。
- 降伏は許されない。
- カレン国家の承認は完了しなければならない。
- われわれは自らの兵器を保持する。
- われわれは自らの政治的運命を決定する。

大会最終日、ソー・バウジーは聴衆に向かって「これから政治的な策略を企てる」と告げて、会議場を後にした。そして8月11日、ソー・バウジーの一行は、泰緬国境の町・タウカウコー（Taw Kaw Koe）に到着した。目的は武器商人との取引だったとも言われる。しかし村外れの農園の木の下で一行が一夜を明かしているを発見した村人が、近くの国軍駐屯地に密告。12日午前3時、のちにビルマ社会主義計画党（BSPP）議長・大統領になるセインルイン率いる第3ビルマ・ライフル部隊が、一行を取り囲み、降伏するように促したが、返事がなかったので発砲。ソー・バウジー以下、一行は全員死亡したとされる。国営紙『ミャンマー・アリン』のソー・バウジーの死亡記事は以下のようなものだった。
8月10日，モーラミャイン県ナブー村にKNDO軍が集結しているとの情報が入ったので、国軍2個小隊が出動しバチン少佐指揮下のKNDO軍を攻撃した。翌11日、国軍指揮官たちがナブー村周辺を巡回警備中、“忠誠”なカレン族がやって来て、KNDO総裁ソー・バウジ一の潜伏場所を通報してくれた。それは、トコーボウ村であった。国軍2個小隊は、その夜 “忠誠”なカレン族の案内でトコーボウ村に向かった。翌12日トコーボウ村に着き，ソー・バウジーが潜伏しているという家を包囲したが見当たらなかった。そこへ“忠誠”なカレン族村人がやって来て、ソー・バウジーは対岸の畑小屋の中にいると報告してくれたので、部隊は対岸へ渡った。途中、1羽のあひるを抱えたカレン老人に出会い取り調べたところ、ソー・バウジーらの一行はその老人の家にいると明かした。部隊は、小屋から7ヤードばかり離れた藪の影に散開し，戦闘体制を布いた。
暫く様子を見ているうちに、小屋の中から1人のKNDO兵が出て来た。ソー・バウジーの護衛だった。彼は小用を足しに布陣中の部隊の傍へやって来た。早速生け捕りにして尋問してみたところ、小屋の中にはソー・バウジーとビビアン大尉、ベーカー氏，バウジーの護衛らがおり、ほど遠からぬところにあるもう一つの小屋の中には多数の護衛兵たちがいると白状した。
部隊は、大声でソー・バウジーに投降するよう呼びかけた。すると、バウジーは立ち上がって、部隊の潜伏地点めがけて小屋の中からカービン銃を射ってきた。部隊としては、できるならバウジーらを逮捕しようと考え、何回も投降を呼びかけたのだが、無駄であることが判ったので止むを得ず応戦した。
やがて、小屋の中が静かになったので入ってみたところ、ソー・バウジーは床の上にうつ伏せになって倒れていた。バウジーは入って来た隊員たちに「お前たちは何者だ？」と尋ねた。隊員たちが「連邦軍だ」と答えたところ、バウジーは水を求め、そして7時30分に息を引き取った。
ビビアンは、戦闘中、小屋から飛び出して逃げようとしたが、部隊に射殺された。ベーカー氏の死体も茂みの中から見つかった。

戦闘が行われた場所は、コーカレイから20マイルも離れており、輸送が困難なので、ソー・バウジーの遺体だけはどうにかコーカレイ経由でモーラミャインに運んだが、他の遺体はすべて現場で埋葬した。
しかし、モーラミャインで国軍関係者を取材した、国営紙『チェーモン』の社主・ウー・タウンによると、拘束時、ソー・バウジーらは生きており、逃げ出そうとして殺害されたのだという。
ソー・バウジーの遺体はモーラミャインに運ばれ、病院の遺体安置所に安置されたが、彼の遺体を一目見ようと市民が殺到した。ウー・タウンによれば、殺害現場から村落まで田畑の中を引きずって遺体を運んだので、その衣服は泥と血で汚れ元の色を判別できないほどで、死後2日経って膨張し、腐臭を漂わせていたのだという。その後、「聖地」を作らないように、ソー・バウジーの遺体は水葬に付された。カリスマ的リーダーを失ったカレンの独立運動は、その後、大きな後退を余儀なくされた。

後年、元イギリス総督・レジナルド・ドーマン＝スミス、新モン州党（NMSP）の創設者・ナイ・シュエチン、そしてソー・バウジーの息子・マイケル・セオドアは以下のように述べて、ソー・バウジーの死を悼んでいる。